# Ramal de Moura

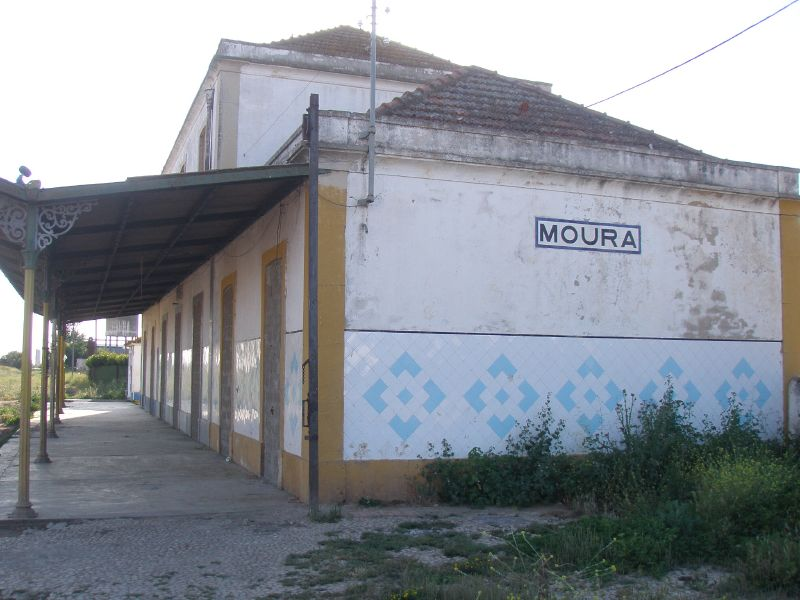
Estación de Moura, término del Ramal de Moura.

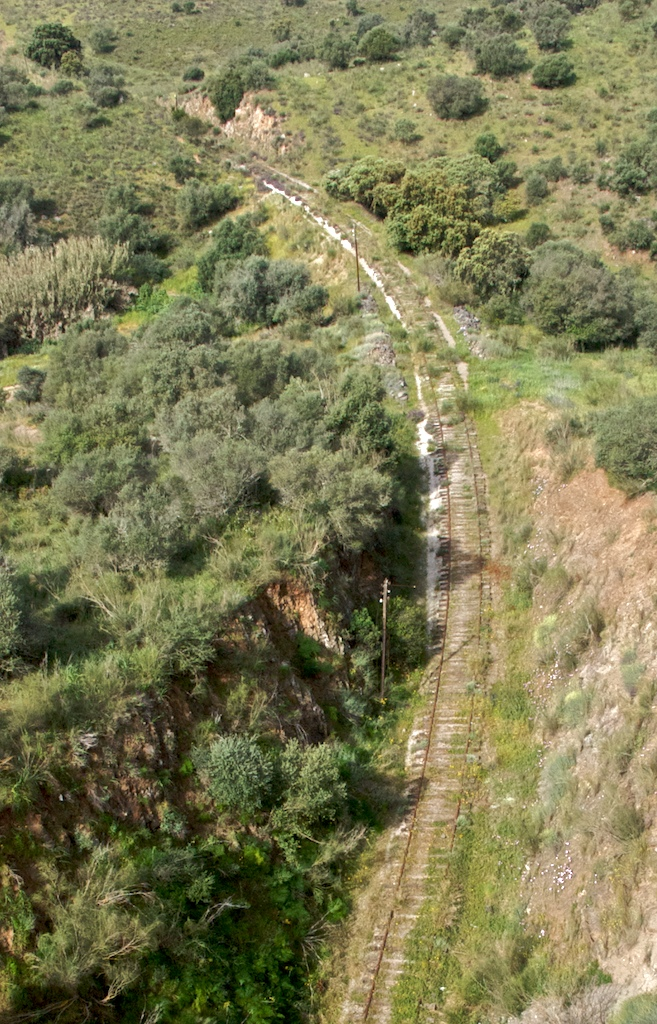
Vista al PK 178 en abril de 2008.

El Ramal de Moura, igualmente conocido como Línea de Moura, y originalmente denominada Línea del Sureste, es un tramo ferroviario desactivado, que unía la localidad de Moura a la Línea del Alentejo en la Estación de Beja, en Portugal. El primer tramo, entre Beja y Quintos, fue abierto el 2 de noviembre de 1869, siendo la línea concluida con la llegada a Moura, en 1902.

## Historia

### Antecedentes
Desde mediados del siglo XIX se pretendía unir el Alentejo a Lisboa por vía ferroviaria, para facilitar el transporte de los productos agrícolas, especialmente cereales, para capital, y apoyar una alternativa en las inadecuadas conexiones viarias. Así, el gobierno comenzó a proyectar una unión entre las dos localidades más importantes de esta región, Beja y Évora, en el Margen Sur del Tajo, donde sería establecida una conexión fluvial a Lisboa; en 1854, este proyecto fue atribuido totalmente a la Compañía Nacional de los Ferrocarriles al Sur del Tajo, pero, en 1859, el gobierno contrató con la Compañía de los Ferrocarriles del Sudeste el tramo entre Vendas Novas y Beja y el respectivo Ramal a Évora. La conexión hasta Beja fue inaugurada el 15 de mayo de 1864, pero los anchos de vía utilizadas por las empresas eran diferentes, lo que impedía la continuidad de las composiciones en ambos sentidos, forzando el transbordo de la carga y pasajeros en Vendas Novas; para resolver este problema, el gobierno nacionalizó la Compañía al Sur del Tajo y vendió, en el mismo año, las líneas de esta empresa a la Compañía del Sudeste, para que esta continuasen las obras y uniformizasen los anchos.

### Tramo entre Beja y Pias
En 1864, la concesión a la Compañía del Sudeste fue expandida con un ramal entre Beja y la frontera con España, en la dirección de Sevilla, pasando por Quintos; el objetivo sería unir este ferrocarril a la línea española que terminaba en el Puerto de Huelva.
Esta empresa comenzó, no obstante, a sufrir varios problemas financieros, que impidieron el pago de sus obligaciones junto con el estado portugués, por lo que las líneas fueron nacionalizadas en 1867; el estado tomó, entonces, cuenta de las obras, habiéndose inaugurado el primer tramo de la entonces denominada Línea del Sueste, entre Beja y Quintos, el 2 de  noviembre de 1869. El tramo siguiente, hasta Serpa, abrió el 14 de abril de 1868, y la línea llegó a Pias el 14 de febrero de 1887.
El tramo entre Beja y Quintos fue construido con vías de hierro T doble asimétrico, en el sistema champignon simples, con 30 kg de peso por metro, seguros por cojinetes, y que fueron aprovechados de los tramos entre Barreiro, Setúbal y Vendas Novas, cuando se aprovechó para reforzar esas vías con la mudanza de ancho.

### Tramo entre Pias y Moura
A finales del siglo XIX, se produjo una revisión en la planificación de esta línea, habiéndose llegado a la conclusión de que no sería viable su continuación hasta España, pasando su principal función a ser la de servir aquella zona del margen izquierdo del Río Guadiana.
Desde el siglo XIX estaba planeada la construcción de una línea entre Évora y Zafra, pasando por Reguengos y Mourão; no obstante, la oposición de los militares en relación con este proyecto provocó una alteración en su trazado, por lo que, después de pasar por Mourão, debería dirigirse al Sur, y pasar por Moura, Pias y Serpa, terminando en Pomarão, donde se encontraba un puerto fluvial. Así, y como fue definido por el Plan General de la Red al Sur del Tajo, publicado el 15 de mayo de 1899, el tramo entre Pias y Moura sería común tanto en la Línea del Sueste como a la Línea del Guadiana, como se denominaría el tramo de Évora a Pomarão.
Una ley del 14 de julio de 1899 autorizó al gobierno a aportar hasta 3.000:000$000 reales en la construcción de varias líneas, incluyendo el tramo entre Pias y Moura. La construcción de este tramo se insertó en una nueva tendencia, introducida en Portugal en la transición al siglo XX, y que fue promovida por el ministro de Obras Públicas, Alfredo Vieira de Vilas-Boas, en la cual las asociaciones públicas y privadas de cariz municipal tomaban la iniciativa y apoyaban activamente los proyectos ferroviarios, principalmente a través de la prestación de apoyo financiero o de la oferta de terrenos, en detrimento del protagonismo del estado central; de esta forma, se facilitaba la construcción de los ferrocarriles, y mejoraba su adecuación a las necesidades de las poblaciones.
El proyecto primitivo de este tramo, de la autoría de Effigenio Antonio, y fechado el 11 de noviembre de 1899, preconizaba una longitud de 16.280 metros, siendo 13.655 en recta y 2.625 en curvas, de los cuales 915 poseían radios de 300 metros, mientras que los restantes serían de radios superiores. El perfil de la línea presentaba 6.040 metros en patamar, 4.137 en rampa, y 6.103 en descenso, de los cuales serían 3.455 en pendientes de 16 mm, 939 metros entre 15 y 16 mm, y 3.563 de 10 a 15 mm. Las obras de arte consistían en 16 acueductos de 0 metros, 66 de 1 metro, 1 puente con 2 metros, y 2 pontones de 9 metros, con bandejas metálicos. El tramo contaría con cinco casas de guardia y una de partido, y, en Moura, debería ser construida una estación terminal, con muelles cubiertos y descubiertos, una cochera, un puente redondo, y viviendas para el personal. Este documento fue aprobado por una ordenanza del 23 de abril de 1900, siendo su ejecución autorizada por una ordenanza del 15 de junio de 1900. El 5 de marzo de 1901, la Cámara Municipal de Moura ofreció un subsidio por valor de 10:000$000 reales, y se comprometió a hacer las expropiaciones por su cuenta, habiendo, para ello, contraído un préstamo; el apoyo de la alcaldía fue aceptada por el consejo de administración el 31 de mayo, y, el 1 de junio, una ordenanza autorizó la aceptación del subsidio, y ordenó la construcción de la línea. El 29 de julio, fue abierto el concurso para los rebajamientos, que fueron adjudicadas a cinco empresas, por la suma de 39:910$000 reales.
En abril de 1902, en una reunión del consejo de Administración de los Ferrocarriles del Estado, fue discutida la construcción de este tramo. Un decreto del 19 de junio del mismo año dividió los estudios y construcción de la Red Complementario al Sur del Tajo en dos secciones, teniendo la primera, de Lisboa, sido dedicada, entre otros proyectos ferroviarios, el tramo entre Pias y Moura. Al mes siguiente, las obras estaban siendo aceleradas, para intentar inaugurar la línea el 8 de septiembre; el 3 de mayo, fue marcada como fecha el 31 de mayo para el concurso de la construcción de la Estación de Moura, y, el 6, fue establecido el concurso para la instalación de cuatro casas de guardia y una de partido, en el tramo de Pias a Moura, que tendría lugar el 5 de junio.
En agosto, esperando la inauguración para los días 4 o 5 de septiembre, con el fin de que se realizase antes de la feria anual de Moura; estaba siendo instalada la línea telegráfica, estaba en construcción la Estación de Moura, y la vía ya estaba asentada hasta el puente sobre el Barranco de la Pipa, cuyo tablero metálico estaba siendo instalado. Sin embargo, en septiembre, fue anunciado que la línea no podría ser inaugurada antes de fin de mes, debido a retrasos en las obras; así, fue establecido un nuevo plazo, el 3 de octubre, que tampoco fue cumplido. En ese mes, algunos temporales causaron grandes perjuicios en la vía ya construida, con caídas de postes; el punto más grave se dio junto a la Herdade das Enfermarias, a unos 2 kilómetros de Moura, quedando la línea totalmente obstruida, y los carriles torcidos. Las fuertes lluvias también retrasaron los trabajos de balastraje, ya de por sí perjudicados por la gran distancia a la que se encontraban los depósitos de balastro.
Los establecimientos comerciales de Moura nombraron una comisión para planear los festejos de inauguración del ferrocarril, siendo el ministro de Obras Públicas invitado a asistir a la ceremonia.
La fecha para la inauguración del ramal fue marcada para el día 15 de noviembre, habiéndose planeado un servicio especial para el transporte de invitados, a partir de Barreiro; no obstante, la fecha de inauguración fue, una vez más, retrasada, siendo prevista la ceremonia para el 27 de diciembre. A mediados de diciembre, la estación de Moura todavía no estaba construida, pero, debido su proximidad en relación con la población, se consideró que no sería necesario terminar esta obra para inaugurar la línea. La apertura oficial a la explotación se dio, como estaba previsto, el 27 de diciembre. En el momento de la inauguración, los trabajos de vía no estaban concluidos, faltando terminar el balastraje y rectificación de las vías, siendo estas obras realizadas en los intervalos entre circulación de los convoyes.
El comboi especial que aseguró el transporte de los invitados, incluyendo el consejero Justino Teixeira y otros altos cargos de la Compañía Real de los Caminhos de Ferro Portugueses, y varios periodistas, salió de Barreiro a las 8 horas y 25 minutos, habiendo llegado a Pias a las 14 horas. Poco tiempo después, el comboi llegó a Moura, donde fueron recibidos por el pueblo. Debido a los reducidos recursos de la alcaldía y al hecho de que el tramo a ser inaugurado contaba apenas con algunos kilómetros de extensión, los festejos fueron bastante modestos; del mismo modo, la ceremonia contó con gran afluencia popular, con animación musical y cohetes, siendo organizado un cortejo que recorrió toda la villa, habiéndose decorado las calles y las casas. Dieron un discurso el Vizconde de Altas Moras, y el diputado Fialho Gomes. Después el cortejo, disfrutó de un banquete, ofrecido por la comisión de los comerciantes, y una visita a la vivienda del Vizconde de Altas Moras; el regreso fue realizado a bordo del comboi especial, que llevó a los invitados hasta Beja, destinándose el resto del viaje hasta Lisboa como un comboi de correo. La ceremónia estuvo marcada, no obstante, por la ausencia de los dirigentes de Moura, debido a diferencias de política de partido.
El ingeniero Magalhães Braga, que condujo las obras, alteró el trazado primitivo con varias variantes, que aumentaron la longitud y los costes de construcción, pero mejoraban considerablemente el trazado y aproximaban la estación a la localidad de Moura. El presupuesto se cifró en 146:620$000 reales, correspondientes a unos 9:000$000 reales por kilómetro, sin contar con el apoyo financiero de la alcaldía de Moura. En gran parte del recorrido, los terrenos fueron ofrecidos por el propietario José Maria dos Santos, para la construcción de la línea.
El 3 de octubre de 1903, el Gobierno autorizó la construcción de una paso superior en el PK 154,048 de este ramal, para el paso de una ruta entre Beja y Baleizão (EN260).
El 14 de diciembre de 1926, se reunieron, en el Instituto Comercial, varios representantes de autoridades, sindicatos agrícolas y de otras asociaciones, para pedir la construcción de varios tramos de ferrocarriles, incluyendo la conexión entre Évora y Pomarão, pasando por Reguengos, Moura y Serpa.

### Cierre
El Ramal de Moura fue cerrado en 1990.